# Jim Harbaugh
James Joseph "Jim" Harbaugh (nacido el 23 de diciembre de 1963) es el entrenador principal de fútbol de Los Angeles Chargers. Anteriormente, era un quarterback. Jugó en la Universidad de Míchigan y jugó en la Liga Nacional de Fútbol (NFL) durante 14 temporadas, del 1987 al 2000. Harbaugh ha sido un entrenador principal desde el 2004. Anteriormente ha trabajado como el entrenador principal del San Diego Toreros (2004–2006), del Stanford Cardinal (2007–2010), y del NFL San Francisco 49ers (2011–2014). En 2015, Harbaugh empezó a entrenar a su alma mater, Míchigan. En 2024 después de haber ganado el Campeonato Nacional del Futbol Americano universitario con el equipo de la Universidad de Michigan, Harbaugh firmó para convertirse en el entrenador del equipo de la NFL Los Angeles Chargers.
Harbaugh nació en Toledo, Ohio. Su padre, Jack, era entrenador de fútbol, y la familia vivió en Ohio, Kentucky, Iowa, Míchigan, y California. Fue al instituto en Ann Arbor, Míchigan, y Palo Alto, California, cuando su padre era entrenador ayudante en Míchigan y Stanford, respectivamente. Después de la graduación en el instituto Palo Alto en 1982, Harbaugh regresó a Ann Arbor y se matriculó en la Universidad de Míchigan y jugó de quarterback para los Wolverines, titular en tres temporadas. Como sénior de quinto año en 1986 condujo a Míchigan a la Rose Bowl en 1987 y fue finalista del Heisman Trophy quedando tercero.
Los Chicago Bears seleccionaron a Harbaugh en la primera ronda del NFL Draft en 1987. Jugó 14 años como quarterback en la NFL, con Chicago de 1987 a 1993, con Indianapolis Colts de 1994 a 1997, con Baltimore Ravens en 1998, y San Diego Chargers de 1999 a 2000. Se convirtió en el quarterback titular habitual en 1990 con Chicago. En 1995 con Indianapolis, condujo a los Colts al AFC Championships Game, fue seleccionado para la Pro Bowl y fue galardonado como NFL Comeback Player of the Year.
De 1994 a 2001, mientras seguía jugando en la NFL, Harbaugh era un entrenador asistente no remunerado en la Universidad Western Kentucky, donde su padre Jack era entrenador en jefe. En 2002, regresó a la NFL como el entrenador de quartebacks para Oakland Raiders. Harbaugh regresó a las filas de la universidad en 2004 como el entrenador en jefe de la Universidad de San Diego. Después de conducir San Diego a los campeonatos consecutivos de la Pioneer League en 2005 y 2006, él se trasladó a Stanford en 2007, en donde él llevó al cardenal a dos Bowls en cuatro temporadas, incluyendo el Orange Bowl del 2011. Inmediatamente después, Harbaugh firmó un contrato de cinco años como entrenador en jefe de San Francisco 49ers en la NFL, donde dirigió al equipo al partido del Campeonato NFC en cada una de sus primeras tres temporadas. Él y su hermano mayor, el entrenador de Baltimore Ravens, John Harbaugh, se convirtieron en el primer par de hermanos entrenadores en jefe en la historia de la NFL. Sus equipos se enfrentaron en el Día de Acción de Gracias del 2011 y en el Super Bowl XLVII el 3 de febrero de 2013.

## Estadísticas

### Carrera Colegial
| Temporada | Equipo   | Juegos | Pase | Pase | Pase  | Pase  | Pase | Pase | Pase   | Carrera | Carrera | Carrera | Carrera |
| Temporada | Equipo   | Juegos | Comp | Att  | Comp% | Yds   | TDs  | Int  | Índice | Int     | Yds     | TDs     | Prom    |
| --------- | -------- | ------ | ---- | ---- | ----- | ----- | ---- | ---- | ------ | ------- | ------- | ------- | ------- |
| 1983      | Michigan | 12     | 2    | 5    | 40.0% | 26    | 0    | 0    | 83.7   | 2       | -15     | 0       | -7.5    |
| 1984      | Michigan | 12     | 60   | 111  | 54.1% | 718   | 3    | 5    | 108.3  | 42      | 54      | 0       | 1.3     |
| 1985      | Michigan | 12     | 145  | 227  | 63.9% | 1,976 | 18   | 6    | 157.9  | 79      | 139     | 4       | 1.8     |
| 1986      | Michigan | 13     | 180  | 277  | 65.0% | 2,729 | 10   | 11   | 132.6  | 94      | 118     | 8       | 1.3     |
| Carrera   | Carrera  | 49     | 387  | 620  | 62.4% | 5,449 | 31   | 22   | 145.6  | 217     | 296     | 12      | 1.4     |

Todas las estadísticas y logros son cortesía de la NFL, y Pro-Football.

### Temporada regular
| Temporada | Equipo  | Juegos | Registro (V-D) | Pases | Pases | Pases | Pases  | Pases | Pases | Pases | Pases | Pases  | Acarreos | Acarreos | Acarreos | Acarreos | Acarreos | Capturas | Capturas | Fumbles | Fumbles |
| Temporada | Equipo  | Juegos | Registro (V-D) | Comp  | Att   | Pct   | Yds    | YPA   | Lg    | TD    | Int   | Índice | Att      | Yds      | Prom     | Lg       | TD       | Cap      | Yds      | Fum     | Perd    |
| --------- | ------- | ------ | -------------- | ----- | ----- | ----- | ------ | ----- | ----- | ----- | ----- | ------ | -------- | -------- | -------- | -------- | -------- | -------- | -------- | ------- | ------- |
| 1987      | CHI     | 6      |                | 8     | 11    | 72.7  | 62     | 5.6   | 21    | 0     | 0     | 86.2   | 4        | 15       | 3.8      | 9        | 0        | 4        | 45       | 0       | --      |
| 1988      | CHI     | 10     | 1-1            | 47    | 97    | 48.5  | 514    | 5.3   | 56    | 0     | 2     | 55.9   | 19       | 110      | 5.8      | 19       | 1        | 6        | 49       | 1       | --      |
| 1989      | CHI     | 12     | 1-4            | 111   | 178   | 62.4  | 1,204  | 6.8   | 49    | 5     | 9     | 70.5   | 45       | 276      | 6.1      | 26       | 3        | 18       | 106      | 2       | --      |
| 1990      | CHI     | 14     | 10-4           | 180   | 312   | 57.7  | 2,178  | 7.0   | 80    | 10    | 6     | 81.9   | 51       | 321      | 6.3      | 21       | 4        | 31       | 206      | 8       | --      |
| 1991      | CHI     | 16     | 11-5           | 275   | 478   | 57.5  | 3,121  | 6.5   | 84    | 15    | 16    | 73.7   | 70       | 338      | 4.8      | 20       | 2        | 24       | 163      | 6       | 0       |
| 1992      | CHI     | 16     | 5-8            | 202   | 358   | 56.4  | 2,486  | 6.9   | 83    | 13    | 12    | 76.2   | 47       | 272      | 5.8      | 17       | 1        | 31       | 167      | 6       | 3       |
| 1993      | CHI     | 16     | 7-8            | 200   | 325   | 61.5  | 2,002  | 6.2   | 48    | 7     | 11    | 72.1   | 60       | 277      | 4.6      | 25       | 4        | 43       | 210      | 15      | 7       |
| 1994      | IND     | 12     | 4-5            | 125   | 202   | 61.9  | 1,440  | 7.1   | 85    | 9     | 6     | 85.8   | 39       | 223      | 5.7      | 41       | 0        | 17       | 72       | 1       | 1       |
| 1995      | IND     | 15     | 7-5            | 200   | 314   | 63.7  | 2,575  | 8.2   | 52    | 17    | 5     | 100.7  | 52       | 235      | 4.5      | 21       | 2        | 36       | 219      | 4       | 2       |
| 1996      | IND     | 14     | 7-7            | 232   | 405   | 57.3  | 2,630  | 6.5   | 51    | 13    | 11    | 76.3   | 48       | 192      | 4.0      | 21       | 1        | 36       | 190      | 8       | 4       |
| 1997      | IND     | 12     | 2-9            | 189   | 309   | 61.2  | 2,060  | 6.7   | 58    | 10    | 4     | 86.2   | 36       | 206      | 5.7      | 18       | 0        | 41       | 256      | 4       | 3       |
| 1998      | BAL     | 14     | 5-7            | 164   | 293   | 56.0  | 1,839  | 6.3   | 66    | 12    | 11    | 72.9   | 40       | 172      | 4.3      | 15       | 0        | 23       | 145      | 7       | 1       |
| 1999      | SD      | 14     | 6-6            | 249   | 434   | 57.4  | 2,761  | 6.4   | 80    | 10    | 14    | 70.6   | 34       | 126      | 3.7      | 16       | 0        | 37       | 208      | 12      | 3       |
| 2000      | SD      | 7      | 0-5            | 123   | 202   | 60.9  | 1,416  | 7.0   | 62    | 8     | 10    | 74.6   | 16       | 24       | 1.5      | 7        | 0        | 14       | 96       | 5       | 2       |
| Carrera   | Carrera | 177    | 66-74          | 2,305 | 3,918 | 58.8  | 26,288 | 6.7   | 85    | 129   | 117   | 77.6   | 561      | 2,787    | 5.0      | 41       | 18       | 361      | 2,132    | 79      | 26      |

### Playoffs
| Temporada | Equipo  | Juegos | Registro (V-D) | Pases | Pases | Pases | Pases | Pases | Pases | Pases | Pases | Pases  | Acarreos | Acarreos | Acarreos | Acarreos | Acarreos | Capturas | Capturas | Fumbles | Fumbles |
| Temporada | Equipo  | Juegos | Registro (V-D) | Comp  | Att   | Pct   | Yds   | YPA   | Lg    | TD    | Int   | Índice | Att      | Yds      | Prom     | Lg       | TD       | Cap      | Yds      | Fum     | Perd    |
| --------- | ------- | ------ | -------------- | ----- | ----- | ----- | ----- | ----- | ----- | ----- | ----- | ------ | -------- | -------- | -------- | -------- | -------- | -------- | -------- | ------- | ------- |
| 1991      | CHI     | 1      | 0-1            | 22    | 44    | 50.0  | 218   | 5.0   | 19    | 1     | 2     | 53.0   | 7        | 26       | 3.7      | 9        | 0        | 3        | 11       | 1       | --      |
| 1995      | IND     | 3      | 2-1            | 49    | 87    | 56.3  | 554   | 6.4   | 47    | 4     | 2     | 81.3   | 20       | 87       | 4.4      | 18       | 1        | 7        | 52       | 2       | --      |
| 1996      | IND     | 1      | 0-1            | 12    | 32    | 37.5  | 134   | 4.2   | 48    | 1     | 1     | 48.2   | 3        | 6        | 2.0      | 3        | 0        | 3        | 29       | 1       | --      |
| Carrera   | Carrera | 5      | 2-3            | 83    | 163   | 50.9  | 906   | 5.6   | 48    | 6     | 5     | 67.2   | 30       | 119      | 4.0      | 18       | 1        | 13       | 92       | 4       | --      |